# La Despensa (estación)
La estación sencilla La Despensa hace parte del sistema de transporte masivo de Bogotá, TransMilenio, inaugurado en el año 2000.

## Ubicación
La estación se encuentra ubicada en el sector noreste de Soacha, específicamente sobre la Autopista Sur entre calles 55 y 56. Atiende también la demanda de la Zona Industrial de Cazucá, y los barrios  La Estación, Bosa y sus alrededores.

## Origen del nombre
La estación recibe el nombre en alusión al barrio La Despensa, que es límite entre el municipio de Soacha y la ciudad de Bogotá.

## Historia
La inauguración de la estación se retrasó debido a las demoras de la construcción de la primera fase de TransMilenio en Soacha.
Durante el Paro nacional de 2021, la estación sufrió diversos ataques que afectaron de forma considerable las puertas de vidrio y demás infraestructura de la estación, razón por la cual se encontró inoperativa. Por ello se implementó un servicio circular como contingencia.

## Servicios de la estación

### Servicios troncales
| Tipo                                                  | Rutas al Norte | Rutas al Occidente | Rutas al Sur |
| ----------------------------------------------------- | -------------- | ------------------ | ------------ |
| Expresos todos los días todo el día                   | E42            | K43                | G43 G42      |
| Expresos lunes a viernes hora pico mañana y tarde     | G45            |                    | G45          |
| Expresos sábados hora pico de la mañana y de la tarde | B46            |                    | G46          |
| Expresos sábados hora pico de la mañana               | G45            |                    | G45          |

### Esquema
| ← Norte  |         |           |
| Calle 58 | G45     | B46E42K43 |
| Puente   | Vagón 2 | Vagón 1   |
| Calle 58 | G45     | G42G43G46 |
| Sur →    |         |           |

## Ubicación geográfica
| Noroeste: Comuna 3 La Despensa | Norte: Comuna 3 La Despensa | Nordeste: G Estación Bosa   |
| Oeste: Comuna 3 La Despensa    |                             | Este: Comuna 5 San Mateo    |
| Suroeste: G León XIII          | Sur: Comuna 5 San Mateo     | Sureste: Comuna 5 San Mateo |